# Municipio de Hughesville
El municipio de Hughesville (en inglés: Hughesville Township) es un municipio ubicado en el condado de Pettis en el estado estadounidense de Misuri. En el año 2010 tenía una población de 520 habitantes y una densidad poblacional de 5,07 personas por km².

## Geografía
El municipio de Hughesville se encuentra ubicado en las coordenadas 38°50′15″N 93°17′32″O / 38.83750, -93.29222. Según la Oficina del Censo de los Estados Unidos, el municipio tiene una superficie total de 102.6 km², de la cual 102,22 km² corresponden a tierra firme y (0,37 %) 0,38 km² es agua.

## Demografía
Según el censo de 2010, había 520 personas residiendo en el municipio de Hughesville. La densidad de población era de 5,07 hab./km². De los 520 habitantes, el municipio de Hughesville estaba compuesto por el 96,35 % blancos, el 2,88 % eran de otras razas y el 0,77 % eran de una mezcla de razas. Del total de la población el 4,23 % eran hispanos o latinos de cualquier raza.